# Jaroszowa Wola
Jaroszowa Wola – wieś sołecka w Polsce położona w województwie mazowieckim, w powiecie piaseczyńskim, w gminie Prażmów.
| SIMC    | Nazwa      | Rodzaj     |
| ------- | ---------- | ---------- |
| 0007114 | Kaczorówek | przysiółek |

W latach 1975–1998 miejscowość administracyjnie należała do województwa warszawskiego.